# Екстаз (фільм, 2018)
«Екстаз» (фр. Climax) — французький драматичний музичний фільм жахів 2018 року, поставлений режисером Гаспаром Ное. Світова прем'єра стрічки відбулася 13 травня 2018 року на 71-му Каннському міжнародному кінофестивалі, де вона брала участь у програмі «Двотижневик режисерів».

## Сюжет
У середині 1990-х років невеликий танцювальний колектив, чисельністю близько двадцяти осіб, збирається в закритій школі-інтернаті, розташованій посеред лісу, на триденну репетицію напередодні турне Сполученими Штатами Америки. Підбірка учасників танцювального колективу дуже різноманітна: тут і хореограф Сельва (Софія Бутелла), і пара лесбійок, і занадто самовпевнений молодик, і брат з сестрою, що знаходяться в дуже непростих взаємовідносинах. У цій будівлі впродовж деякого часу танцюристи і живуть, і проводять свої репетиції. Напередодні від'їзду група танцюристів вирішує влаштувати прощальну вечірку. І все було б добре, якби хтось з присутніх потайки не додав у глек з сангрією кислоту ЛСД.

## У ролях
| • Софія Бутелла  | … | Сельва    |
| • Ромен Гійєрмік | … | Давид     |
| • Сухейла Якуб   | … | Лу        |
| • Смайл Кідді    | … | Дедді     |
| • Клод Гаян Моль | … | Еммануель |
| • Жизель Палмер  | … | Ґазель    |
| • Тейлор Кастл   | … | Тейлор    |
| • Теа Карла Шотт | … | Психея    |
| • Шерлін Темпл   | … | Івана     |
| • Леа Вламос     | … | Леа       |

## Знімальна група
- Автор сценарію — Гаспар Ное
- Режисер-постановник — Гаспар Ное
- Продюсери — Брагім Шиуа, Венсан Мараваль, Едуард Вейл
- Виконавчі продюсери — Денні Габай, Едді Моретті
- Лінійний продюсер — Серж Катуар
- Співпродюсери — Гаспар Ное, Олів'є Пере
- Оператор — Бенуа Дебі
- Монтаж — Деніс Бедлоу, Гаспар Ное
- Художник-постановник — Жан Рабасс
- Художник з костюмів — Фредерік Камб'є
- Хореограф — Ніна Макнілі

## Нагороди та номінації
| Список нагород та номінацій         | Список нагород та номінацій | Список нагород та номінацій                                | Список нагород та номінацій | Список нагород та номінацій | Список нагород та номінацій |
| Кінофестиваль/Кінопремія            | Рік                         | Категорія                                                  | Номінант(и)                 | Результат                   | Дж                          |
| ----------------------------------- | --------------------------- | ---------------------------------------------------------- | --------------------------- | --------------------------- | --------------------------- |
| Каннський міжнародний кінофестиваль | 2018                        | Приз Міжнародної конфедерації художнього кіно (C.I.C.A.E.) | Екстаз                      | Перемога                    |                             |
| Кінофестиваль у Сіджасі             | 2018                        | Гран-прі за найкращий фільм                                | Екстаз                      | Перемога                    |                             |
| Премія «Люм'єр»                     | 04.02.2019                  | Найкращий режисер                                          | Гаспар Ное                  | Номінація                   | [ 4 ]                       |
| Премія «Люм'єр»                     | 04.02.2019                  | Найкращий кінооператор                                     | Бенуа Дебі                  | Номінація                   | [ 4 ]                       |